# Randy Rides Alone
Randy Rides Alone é um filme norte-americano de 1934, do gênero faroeste, dirigido por Harry L. Fraser e estrelado por John Wayne e Alberta Vaughn.

## A produção
No que é talvez a mais inusitada e tétrica abertura de um faroeste B, John Wayne adentra um saloon repleto de cadáveres, enquanto um piano toca sozinho e alguém furtivamente observa através do olho de um retrato de Ulysses S. Grant. O que se segue não mantém o nível, mas ainda assim há algumas singularidades, como um esconderijo de criminosos escavado atrás de uma cachoeira.
A mocinha do filme deveria ter sido Cecilia Parker, porém a produção teve de parar enquanto Wayne se recuperava de um resfriado. Quando ele voltou, a atriz já não estava disponível, daí Alberta Vaughn ter sido chamada.
George Hayes, ainda não o sidekick que o tornaria célebre no futuro, interpreta um dono de armazém mudo e corcunda, que pode não ser quem aparenta.
Randy Rides Alone está em domínio público e, portanto, pode ser baixado gratuitamente no Internet Archive.

## Sinopse
Randy Bowers é preso, acusado de assassinar e roubar várias pessoas em um saloon. Consegue escapar com a ajuda de Sally Rogers e descobre onde os bandidos se escondem. Ele se infiltra na quadrilha à procura de provas e do verdadeiro assassino.

## Elenco
| Ator/Atriz     | Personagem    |
| -------------- | ------------- |
| John Wayne     | Randy Bowers  |
| Alberta Vaughn | Sally Rogers  |
| George Hayes   | Matt the Mute |
| Yakima Canutt  | Spike         |
| Earl Dwire     | Xerife        |
| Artie Ortego   | Al            |
| Tex Phelps     | Delegado      |